# Emex
Emex es un género de planta herbácea anual de la familia de las poligonáceas. 
Son nativas del Mediterráneo, sur de África y Australia.
Son plantas monoicas, glabras con el tallo erecto a decumbente, 30 a 80 cm de altura. Las hojas caulinas son alternas, pecioladas; estípulas fundidas, revestimiento del tallo por encima de los nodos. La inflorescencia en panículas axilares.

Sólo hay dos especies en este género:
- Emex australis
- Emex spinosa